# 安德雷达罗沙
安德雷达罗沙是巴西南大河州的一个市镇。总面积329.736平方公里，总人口1206人，人口密度3.7人/平方公里。